# Colorímetre
El colorímetre és un aparell inventat per Jan Szczepanik que és utilitzat en colorimetria. El colorímetre mesura l'absorbància d'una solució específica i permet determinar la longitud d'ona d'una llum. L'aplicació més habitual del colorímetre és la mesura de la concentració d'una solució, atès que les diferents substàncies químiques absorbeixen diferents longituds d'ona. El principi de funcionament del colorímetre es basa en la llei d'absorció de la llum habitualment coneguda com de llei de Lambert-Beer, que estableix que la concentració d'una solució és proporcional a l'absorbància.
En realitat, aquests dos noms provenen de dos autors que mai van arribar a col·laborar junts, ja que els separen un segle. Johann Heinrich Lambert (1728-1777) va realitzar les seves principals contribucions en el camp de la matemàtica i la física i va publicar el 1760 un llibre titulat Photometria, en el qual assenyalava la variació de la intensitat lluminosa en travessar un raig de llum un nombre "m" de capes de cristall que podia considerar-se com una relació exponencial, amb un valor característic ("n") per a cada cristall. En 1852, August Beer (1825-1863) va assenyalar que aquesta llei era aplicable a solucions amb diversa concentració i va definir el coeficient d'absorció, amb el que va establir les bases de la fórmula que segueix essent utilitzada actualment:
{\displaystyle ln\left({\frac {I}{I_{0}}}\right)=-kcd}
on:
{\displaystyle {\frac {I}{I_{0}}}} és la fracció entre les intensitats lluminoses sortint i entrant
{\displaystyle k} és el coeficient d'absorció molecular, característic de la substància absorbent per a la llum d'una determinada freqüència.
{\displaystyle c} és la concentració molecular de la dissolució
{\displaystyle d} és el gruix de la capa absorbent o distància recorreguda pel raig lluminós

## Funcionament del colorímetre
El colorímetre permet fer la comparança de dues dissolucions, una de les dues ha de ser de concentració coneguda per tal que pugui ser emprada amb finalitats analítiques. La llum reflectida mitjançant un mirall inferior travessa els recipients als que troben la mostra patró i la mostra a analitzar. Uns tubs de vidre permeten regular la distància recorreguda pel feix lluminós dins la dissolució. Finalment, un prisma recull aquests feixos de llum i els dirigeix cap a l'ocular, en el qual es poden observar dos semicercles, un per a cada mostra i, d'aquesta manera, es podrà comparar les intensitats de sortida. Si es varia la posició dels tubs que regulen la distància que recorre el raig de llum, es poden obtenir a l'ocular dos semicercles d'igual intensitat i llavors calcular el valor de la concentració de la dissolució analitzada amb l'ajut del següent mètode:
I1 = Io * i-(k1c1d1)
I2 = Io * i-(k2c2d2)
Els valors d1 i d2 representen la longitud de les columnes de líquid, que poden regular-se a voluntat, de manera que es pugui aconseguir que la intensitat de la llum (I1) que travessa la dissolució 1 sigui igual a la intensitat de la llum (I2) que travessa la dissolució 2:
I1=I2
Igualant les dues equacions anteriors resulta: 
Io* i-(k1c1d1) = Io* i-(k2c2d2)
i simplificant l'expressió tenim:
k1c1d1 = k2c2d2
Si les substàncies sotmeses a anàlisi són les mateixes, llavors els coeficient d'absorció molecular han de ser iguals, el que permet simplificar l'equació anterior i obtenir un mètode per a calcular la concentració d'una dissolució coneixent-ne la de la solució patró:
c1 = c2 * d2/d1.
Aquest tipus d'instruments van ser reemplaçats a partir dels anys quaranta del segle xx pels espectrofotòmetres, que van renovar la popularitat d'aquesta tècnica. Aquests instruments empraven diversos mètodes per a l'obtenció de llum monocromàtica o d'un interval reduït de longituds d'ona, i la mesura de l'absorció es realitzava mitjançant cèl·lules fotoelèctriques, que havien començat a ser utilitzades amb aquesta finalitat des de principis de segle xx per científics com Otto Berg i August H. Pfund. Un colorímetre d'aquest tipus constava de dos recipients que servien per a introduir els prismes de quars amb la solució a analitzar i una solució patró de concentració coneguda. Una cèl·lula fotoelèctrica permetia la mesura de la intensitat de la llum que travessava cadascuna de les mostres, de manera que la concentració de la dissolució analitzada podia ser calculada utilitzant una procediment similar al descrit més amunt. En aquest model de funcionament, els valors que romanen constants són les distàncies recorregudes pels raigs de llum i el que es calcula és la relació entre les intensitats de sortida.